# Pośrednia Walowa Ławka
Pośrednia Walowa Ławka (niem. Mittlere Wala-Scharte, słow. Prostredná Valova lávka, węg. Középső-Wala-rés) – jedna z wielu przełęczy znajdujących się w Grani Hrubego w słowackiej części Tatr Wysokich. Jest to płytkie wcięcie w grani oddzielające od siebie Pośrednią Walową Turnię na południowym wschodzie i Skrajną Walową Turnię na północnym zachodzie. Do Niewcyrki ku połuniowemu zachodowi z przełęczy opada niezbyt stroma, szeroka depresja. W połowie ściany zanika poderwana dużym, skośnym okapem, który ciągnie się między filarami dwóch sąsiednich turni. Na północny wschód, do Wielkiego Ogrodu, opada ściana wspólna ze Skrajną i Pośrednią Walową Turnią.
Pośrednia Walowa Ławka to środkowa z trzech Walowych Ławek (pozostałe to Zadnia Walowa Ławka i Skrajna Walowa Ławka), których nazwy, podobnie jak nazwy Walowych Turni, upamiętniają Jędrzeja Walę starszego – przewodnika zasłużonego dla poznania masywu Hrubego Wierchu. Nadał je Witold Henryk Paryski w 8. tomie przewodnika wspinaczkowego.
Obecnie dla taterników przełęcz dostępna jest tylko z grani lub od strony północnej (Niewcyrka jest obszarem ochrony ścisłej z zakazem wstępu).

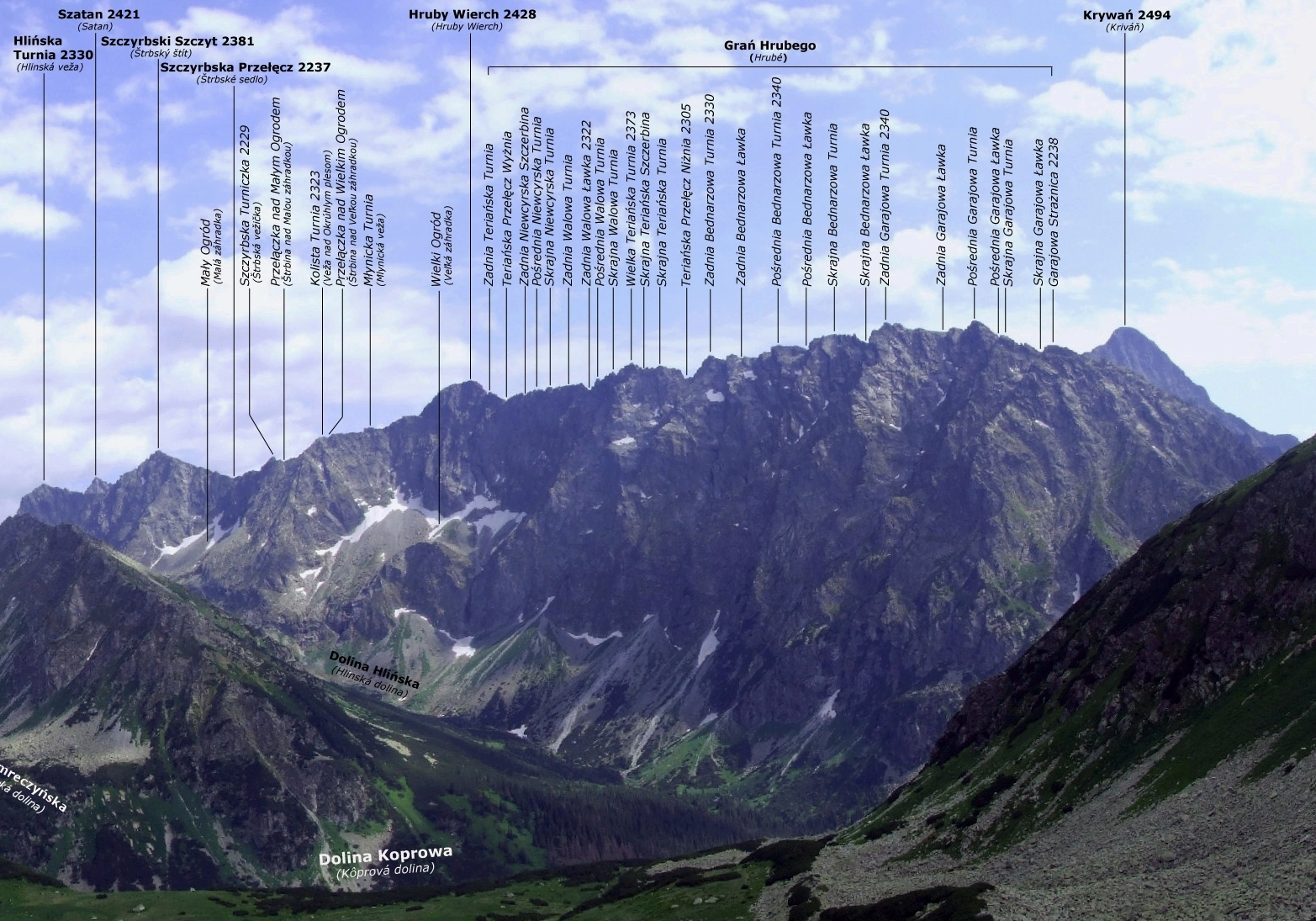
Widok z Zaworów
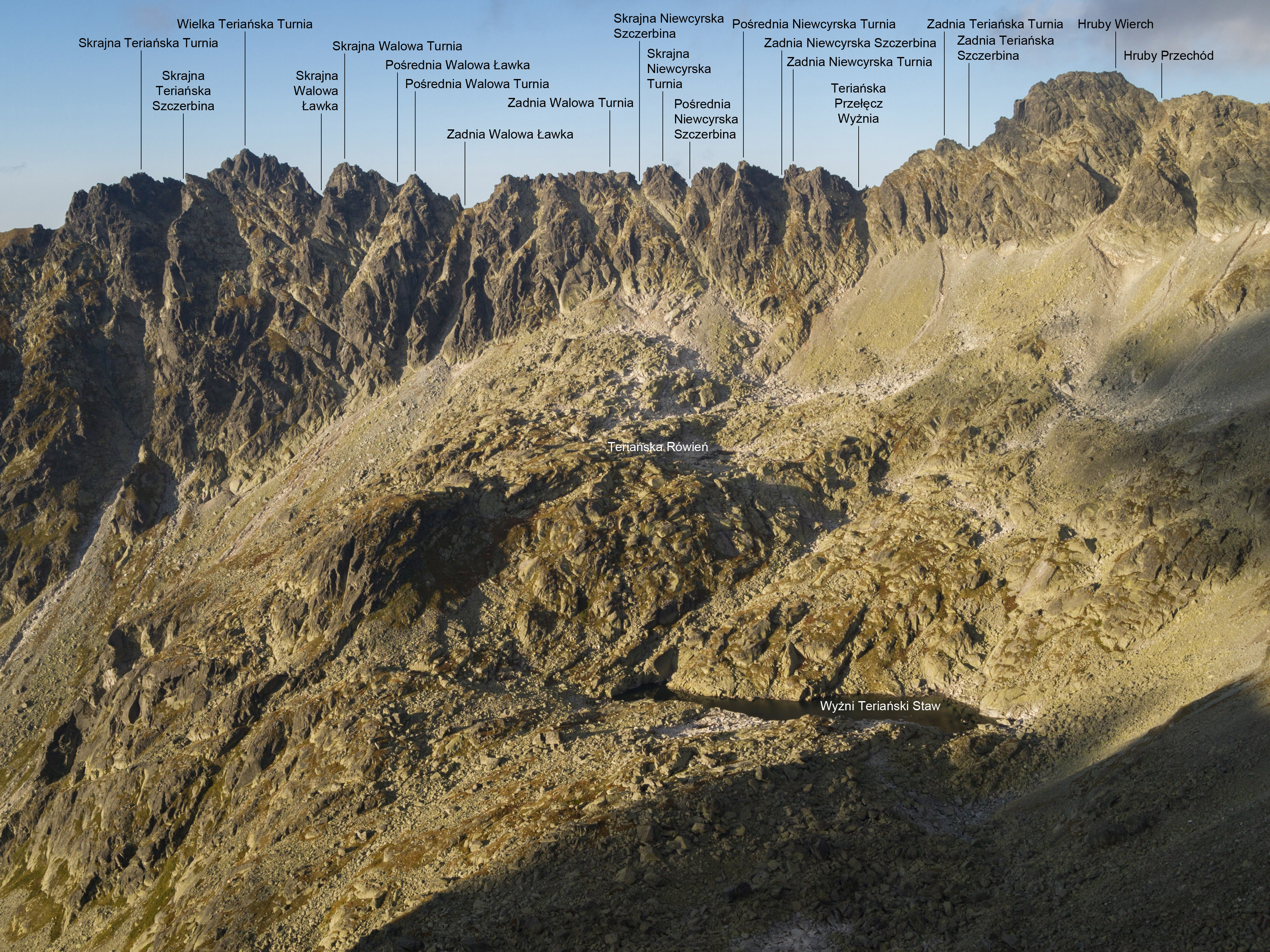
Widok z południowego wschodu
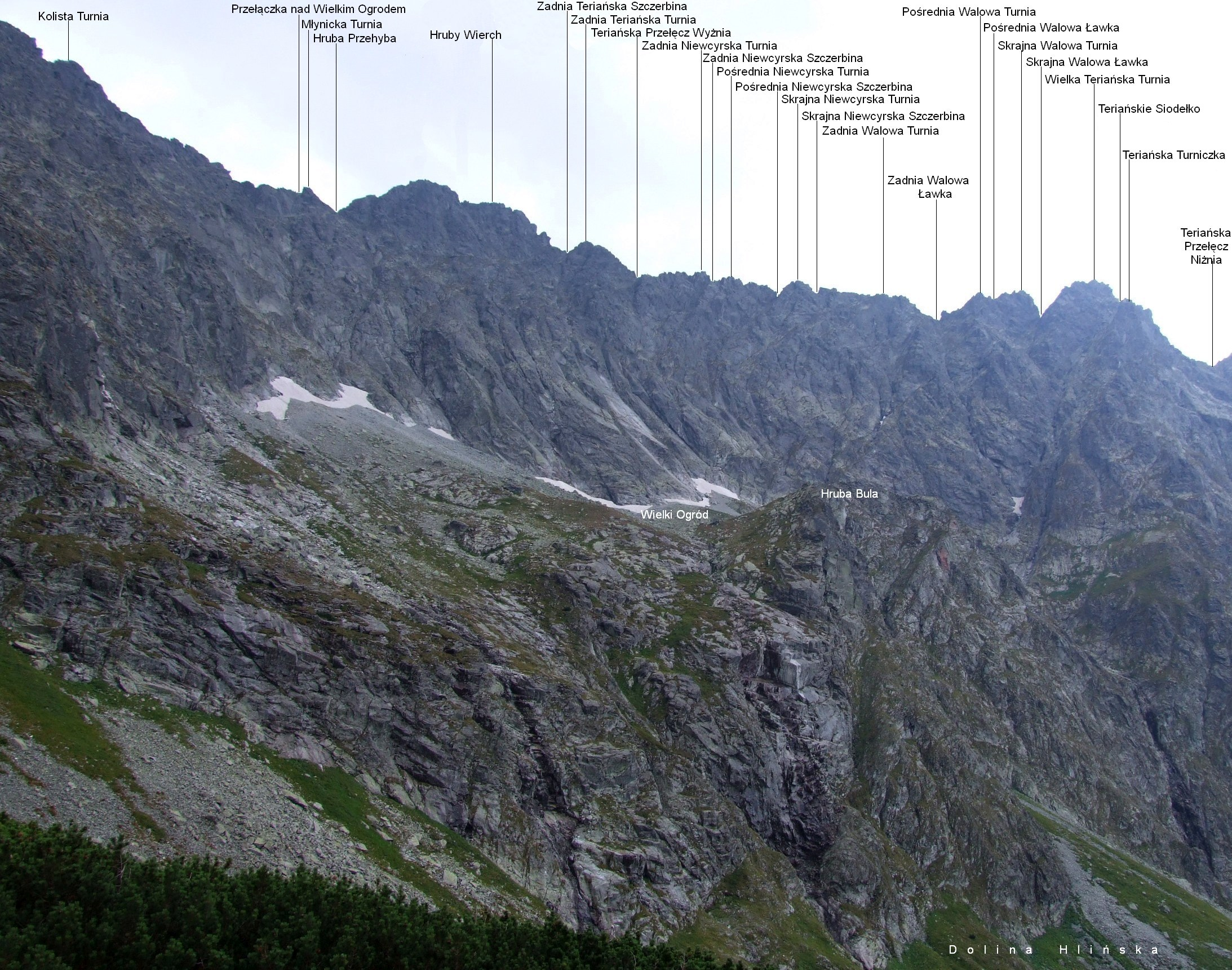
Widok z Doliny Hlińskiej